# NK Bistra
NK Bistra je hrvaški nogometni klub iz Bistre, ki igra v drugi hrvaški ligi. Ustanovljen je bil leta 1947, domači stadion kluba je Športni center Bistra. Ta majhen kraj leži le 23 km severozahodno od Zagreba.